# 娼婦たちの晩餐〜ライヴ
娼婦たちの晩餐〜ライヴ（Nighthawks at the Diner）は、トム・ウェイツが1975年に発表したアルバム。通算3作目。全曲とも当時は未発表だった新曲（一部はデビュー前にデモ・テープが作られていた）で、録音もレコーディング・スタジオで行われたが、内容は観客を前にしたライヴ演奏という、変則的な体裁の作品。

## 解説
プロデューサーのボーンズ・ハウは、トムのステージ・パフォーマンスを高く評価しており、ステージの様子をアルバムに収録することを発案して、レコーディング・プラント・スタジオをナイトクラブのような内装にする。観客は、マネージャーのハーブ・コーエンが友人たちを集めた。この「スタジオ内でのライヴ」は2晩行われ、その音源をレコード化して発売。アナログ盤は2枚組だったが、CDでは1枚にまとめられた。
楽曲の合間は「イントロ」と題されているが、この時も演奏やポエトリー・リーディングは行われている。「ベター・オフ・ウィズアウト・ア・ワイフ」（直訳すると「妻はいない方がいい」の意味）に入る前にピアノで結婚行進曲を演奏するという、皮肉めいた演出もなされている。トムは、本作の制作に当たって、ジャック・ケルアックとスティーヴ・アレンが連名で発表したアルバム『ケルアック/アレン』（1957年）を参考とし、「演奏をバックにしゃべっているような曲をやろうと思った」と語っている。
「ビッグ・ジョーとファントム309」は、カントリー歌手のレッド・ソヴァインが1967年にヒットさせた曲のカヴァー。「スペア・パーツ」は、後に歌手デビューを果たすことになるトムの友人、チャック・E・ワイスとの共作。

## 収録曲
特記なき楽曲はトム・ウェイツ作。
1. （オープニング） - "(Opening Intro)" - 2:59
2. エモーショナル・ウェザー・リポート - "Emotional Weather Report" - 3:43
3. （イントロ） - "(Intro)" - 2:18
4. 霧の夜に - "On a Foggy Night" - 3:49
5. （イントロ） - "(Intro)" - 1:55
6. タマゴとソーセージ - "Eggs and Sausage (In a Cadillac with Susan Michelson)" - 4:13
7. （イントロ） - "(Intro)" - 3:22
8. ベター・オフ・ウィズアウト・ア・ワイフ - "Better Off Without a Wife" - 3:53
9. 娼婦からのハガキ - "Nighthawk Postcards (From Easy Street)" - 11:27
10. （イントロ） - "(Intro)" - 0:55
11. ビールと女 - "Warm Beer and Cold Women" - 5:21
12. （イントロ） - "(Intro)" - 0:48
13. パットナム・カウンティ - "Putnam County" - 7:34
14. スペア・パーツ I - "Spare Parts I (A Nocturnal Emission)" (Tom Waits, Chuck E. Weiss) - 6:23
15. ノーバディ - "Nobody" - 2:49
16. （イントロ） - "(Intro)" to "Big Joe and Phantom 309" - 0:41
17. ビッグ・ジョーとファントム309 - "Big Joe and Phantom 309" (Tommy Faile) - 6:30
18. スペア・パーツ II・アンド・クロージング - "Spare Parts II and Closing" (T. Waits, C. Weiss) - 5:14

## 参加ミュージシャン
- トム・ウェイツ - ボーカル、ピアノ、ギター
- マイク・メルヴォイン - ピアノ、エレクトリックピアノ
- ピート・クリストリーブ - テナー・サックス
- ジム・ヒューアート - ベース
- ビル・グッドウィン - ドラムス